# Ivica Jakopic
Ivica Jakopic (Zagreb, Hrvatska, 12. prosinca 1989.) hrvatski je borac mješovitih borilačkih vještina. 
Od 19. svibnja 2007. godine je aktivan u profesionalnim borbama MMA-a.

## Biografija
Ivica Jakopic je rođen u Zagrebu i živi u Sveti Ivanu Zelini.
Profesionalni je MMA borac s više od 20 profesionalnih borbi i nogometni sudac (od 2007.).

## Postignuća i nagrade

### Savate Box
2. mjesta u Savate Box - u (2014., 2015., 2018.),

### Grapplingu
2. mjesto (na otvorenom prvenstvu Srbije) u grapplingu (2009.),
2. mjesto (na otvorenom prvenstvu Hrvatske) u cage grapplingu (2012.), 
3. mjesto (prvenstvo Hrvatske) u grapplingu (2011).

## MMA Borbe
| 8 pobjeda, 14 poraza. |          |                                        |                                                         |                                 |       |          |
| Datum                 | Rezultat | Protivnik                              | Priredba                                                | Način                           | Runda | Vrijeme  |
| 25. kolovoza 2018.    | pobjeda  | Bosna i Hercegovina Jovan Pejic        | Sambo Club Belisce - Baraber Fight Night 2              | Submission (Anaconda Choke)     | 1     | 1:45     |
| 30. lipanj 2018.      | poraz    | Germany Mohamed Grabinski              | GMC 15 - German MMA Championship 15                     | Submission (Rear-Naked Choke)   | 1     | 3:16     |
| 22. travanj 2018.     | poraz    | Austria Ayub Gaziev                    | SFN 3 - Salzburger Fight Night 3                        | TKO                             | 1     | 4:30     |
| 25. veljača 2018.     | poraz    | Serbia Nemanja Milosevic               | Combat Challenge Serbia - Combat Challenge 12           | Submission (Arm-Triangle Choke) | 1     | 3:10     |
| 24. lipanj 2017.      | poraz    | Switzerland Benjamin Brander           | Time to Shine 3 - The Comeback                          | Submission (Rear-Naked Choke)   | 1     | 3:49     |
| 25. ožujak 2017.      | poraz    | Tajikistan Loik Radzhabov              | Pro-League Fighting - Karlsruhe Fight Night Live        | TKO                             | 1     | 1:41     |
| 21. siječnja 2017.    | pobjeda  | Serbia Danijel Arandjelovic            | MFC - Munja Fighting Championship                       | TKO (Punches)                   | 1     | 1:24     |
| 30. Prosinac 2016.    | pobjeda  | Croatia Ivan Matesic                   | Nokaut Fighting Championship 10                         | Submission (Rear-Naked Choke)   | 1     | 3:25     |
| 11. Prosinac 2016.    | poraz    | Serbia Stefan Negucic                  | MFC 4 - Montenegro Fighting Championship 4              | TKO                             | 1     | 4:45     |
| 20. Veljača 2016.     | poraz    | Croatia Zoran Dod                      | Nokaut Fighting Championship 8 - Erslan vs. Neferanovic | TKO (Punches)                   | 1     | 3:20     |
| 07. Prosinac 2013.    | pobjeda  | Croatia Petar Sarac                    | Croatian MMA League - Superfinals 2013                  | Submission (Armbar)             | 1     | 2:16     |
| 09. Prosinac 2012.    | poraz    | Serbia Dusan Dzakic                    | Supreme Fighting Championship 1 - Fighter Night         | TKO                             | 1     | 0:00 (?) |
| 05. Studeni 2010.     | poraz    | Slovakia Matus Laincz                  | NoF 2 - Laincz vs. Jakopic                              | TKO                             | 1     | 0:00     |
| 08. Prosinac 2010.    | poraz    | Czech Republic Tomas Kuzela            | GCF 1 - Judgement Day                                   | Submission (Armbar)             | 3     | 2:46     |
| 08. Svibanj 2010.     | poraz    | Netherlands Berrie Bunthof             | M-1 Selection 2010 - Western Europe Reserve Matches     | Submission (Triangle Choke)     | 2     | 0:00     |
| 26. Prosinac 2009.    | pobjeda  | Serbia Dusan Dzakic                    | NOTW 2 - Night of the Wolves                            | Submission (Guillotine Choke)   | 1     | 0:00     |
| 20. Lipanj 2009.      | pobjeda  | Bosnia and Herzegovina Semir Kovacevic | OZ - Obracun u Zelina                                   | TKO (Punches)                   | 1     | 0:00     |
| 26. Travanj 2009.     | poraz    | Croatia Davor Jugovac                  | MDS 4 - Memorial David Sain 4                           | TKO (Punches)                   | 1     | 3:09     |
| 06. Prosinac 2008.    | pobjeda  | Croatia Tomica Horvat                  | Ultimate Fight - Challenge 3                            | TKO (Punches)                   | 1     | 0:00     |
| 29. Svibanj 2008.     | pobjeda  | Austria Thomas Hengstberger            | NS 5 - Noc Skorpiona 5                                  | Submission (Choke)              | 1     | 0:00     |
| 02. Ožujak 2008.      | poraz    | Hungary Laszlo Forro                   | RF - Revans Fight                                       | TKO (Punches)                   | 1     | 0:00     |
| 19. Svibanj 2007.     | poraz    | Hungary Jozsef Tar                     | Viadal 3 - Hungary vs. Croatia                          | Decision                        | 0     | 0:00     |

## Vanjske poveznice
- FIGHT HISTORY - PRO
- [neaktivna poveznica] Hrvatski Savate Savez
- Arhivirana inačica izvorne stranice od 25. kolovoza 2018. (Wayback Machine) Intervju Ivica Jakopic
- FIGHTER DETAILS - Ivica Jakopic
- Fight Club Zelina
- Arhivirana inačica izvorne stranice od 25. kolovoza 2018. (Wayback Machine)
- mfc Danijel Arandelovic vs Ivica Jakopic
- Nemanja Kovac vs Ivica Jakopic
- Arhivirana inačica izvorne stranice od 24. kolovoza 2018. (Wayback Machine) m1 global - Ivica Jakopic
- Arhivirana inačica izvorne stranice od 25. kolovoza 2018. (Wayback Machine) Dusan Dzakic vs Ivica Jakopic
- Arhivirana inačica izvorne stranice od 25. kolovoza 2018. (Wayback Machine) Ivica Jakopic vs Mohammed Grabinski
- Mixed martial arts
- mma core - fights - Ivica Jakopic
- Arhivirana inačica izvorne stranice od 25. kolovoza 2018. (Wayback Machine) Telekom sport
- Super Lutas
- Vikend u znaku sporta - Ivica Jakopic